# Adolfo Waitzman
Adolfo Waitzman Goldstein (Buenos Aires, 4 de mayo de 1932-Madrid, 9 de mayo de 1998) fue un compositor y arreglista argentino afincado en España.

## Biografía
Nacido en Buenos Aires, Argentina en el populoso barrio de Once, tocó en varias orquestas de jazz desde los 15 años. Viajó a Israel con su familia a la edad de 18 años e ingresó en la orquesta del ejército israelí como pianista, pero pronto su familia regresó a Argentina por problemas de adaptación. A pesar de estar cumpliendo uno de sus sueños, decidió regresar por amor a su familia.
De vuelta en Buenos Aires conoce al bailarín y coreógrafo Alfredo Alaria con quien desarrolla una gran amistad. Juntos deciden formar una compañía de ballet contemporáneo y salir de gira por Europa. 
En el ballet conoció a su primera mujer: Nélida Galván (Nélida Pastori Galván) con la que tuvo una hija: Daniela Waitzman Pastori, durante su estancia en París. En el año 1963 vuelven a Buenos Aires donde fallece su mujer después de una larga enfermedad. Sin saber muy bien qué hacer deja a su hija en Argentina y viaja a California, Estados Unidos, convocado por un músico amigo que le consigue algunos contratos que no llegan a satisfacerle del todo. Finalmente regresa a Europa y se afinca en España, donde por fin recibe el merecido reconocimiento a su talento. 
Fue especialmente conocido por componer melodías tanto para cine como para televisión y compuso la banda sonora de más de setenta películas. Entre ellas cabe citar Diferente (1961), La gran familia (1962), Atraco a las tres (1962), Los chicos con las chicas (1967) o Las cuatro bodas de Marisol (1967). Para TVE compuso la sintonía de series y programas como ¡Señoras y señores! (1973), Este señor de negro (1976) o El hotel de las mil y una estrellas (1978).
Sin embargo, de entre sus trabajos, el que mayor popularidad alcanzó fue la melodía con la que daba inicio el programa más recordado de la televisión en España, Un, dos, tres... responda otra vez. Una sintonía, a la que puso voz el propio director del concurso, Narciso Ibáñez Serrador en el papel de la Calabaza Ruperta, y que ha quedado grabada en la memoria colectiva de todos los españoles que vivieron las décadas de 1970, 1980 y 1990.
Se fue de España en los años 1980, estableciendo su residencia primeramente en Sudáfrica, donde trabajó para una importante empresa, y más tarde en Las Vegas y California (Estados Unidos).
Estuvo casado, entre el 22 de agosto de 1969 y 1978, con la cantante Encarnita Polo, para la que arregló y produjo el célebre tema Paco, Paco. Fueron padres de una hija llamada Raquel (1970). Mantuvo un romance con la cantante Isabel Patton.

## Premios
Medallas del Círculo de Escritores Cinematográficos
| Año  | Categoría    | Película  | Resultado |
| ---- | ------------ | --------- | --------- |
| 1962 | Mejor música | Diferente | Ganador   |